# Crocchè
Los crocchè [krokˈkɛ] (del francés croquettes, ‘croquetas’) son un plato típico de la cocina napolitana, también común en Sicilia y Apulia, hecho con patatas y huevos, que se fríen tras empanarse con pan rallado. Derivan de las croquetas francesas introducidas por los franceses en la zona en el siglo XVIII.
En Nápoles y Lecce toman a menudo el nombre de panzarotti, en cambio, en Palermo se llaman cazzilli.

## Descripción
La receta napolitana consiste en una masa de patatas, yema de huevo, queso rallado, pimienta y perejil y, en la versión casera, también de un relleno de productos lácteos y embutidos. Esta masa se unta con la clara de huevo y luego en el pan rallado, para luego  freírla.
Además de prepararse en casa, son un producto típico de las friggitorie napolitanas junto a otros productos típicos como las pastacresciute, los sciurilli (flores de calabacín), las rodajas de berenjena fritas rebozadas y las  bolas de arroz (pequeños arancini redondos).
Como se ha dicho anteriormente, se trata de una especialidad popular también en Sicilia y Palermo en particular, ciudad en la que se utiliza leche en lugar de huevo y se agregan a la masa hojas de hierbabuena.
Otra variante, llamada  subric, es típica de Piamonte y se hace con puré de patatas tratado de la misma manera.

## Véase también

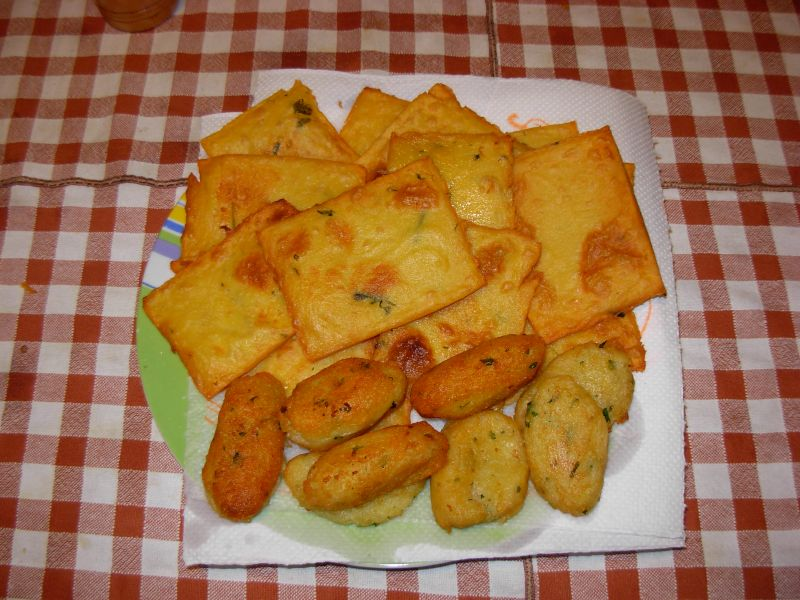
Plato de panelle (arriba) y crocchè (abajo).